# 海皇粥店

海皇粥店於沙田好運中心的分店（已結業）

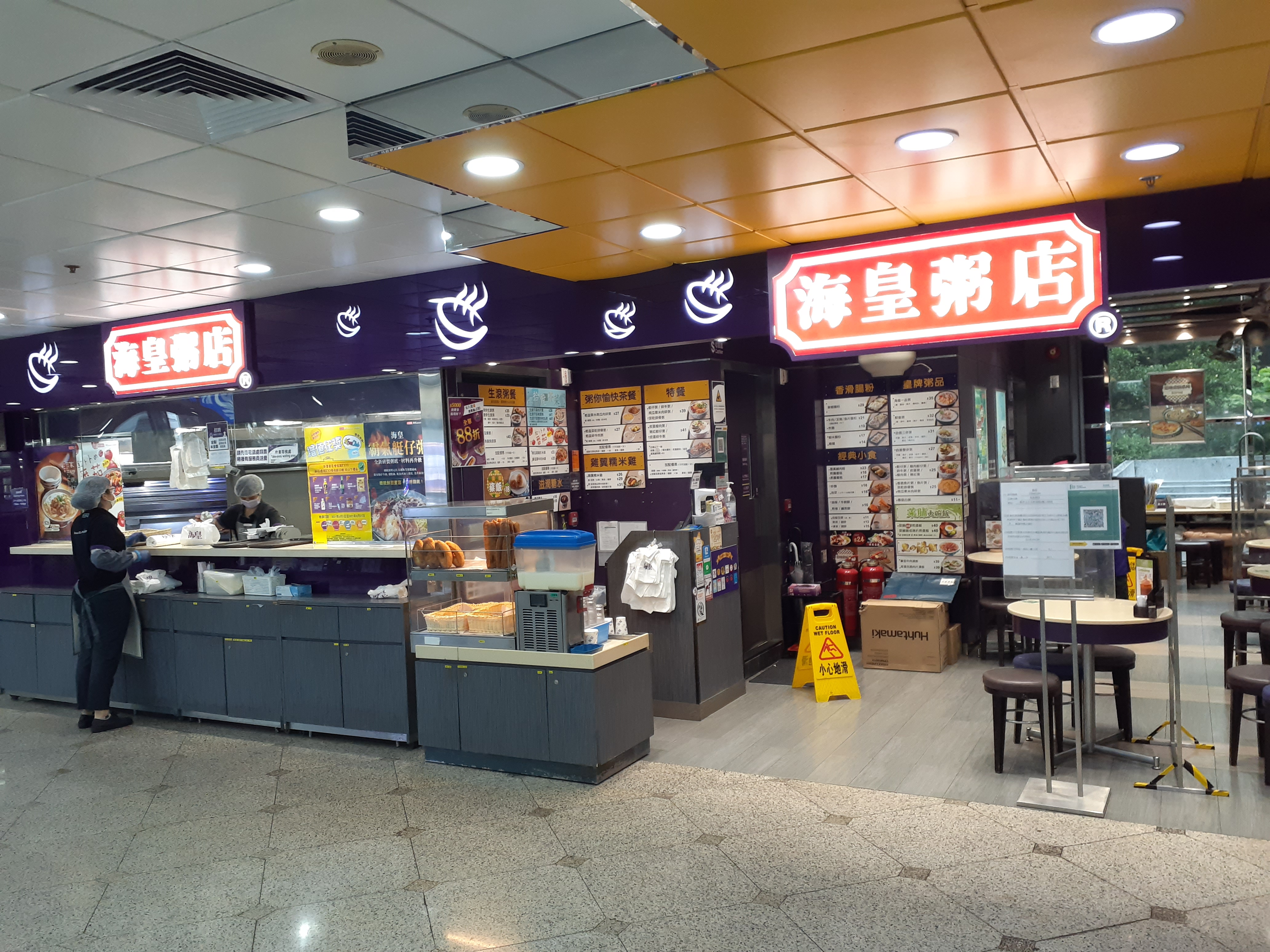
海皇粥店上水名都分店（已結業）

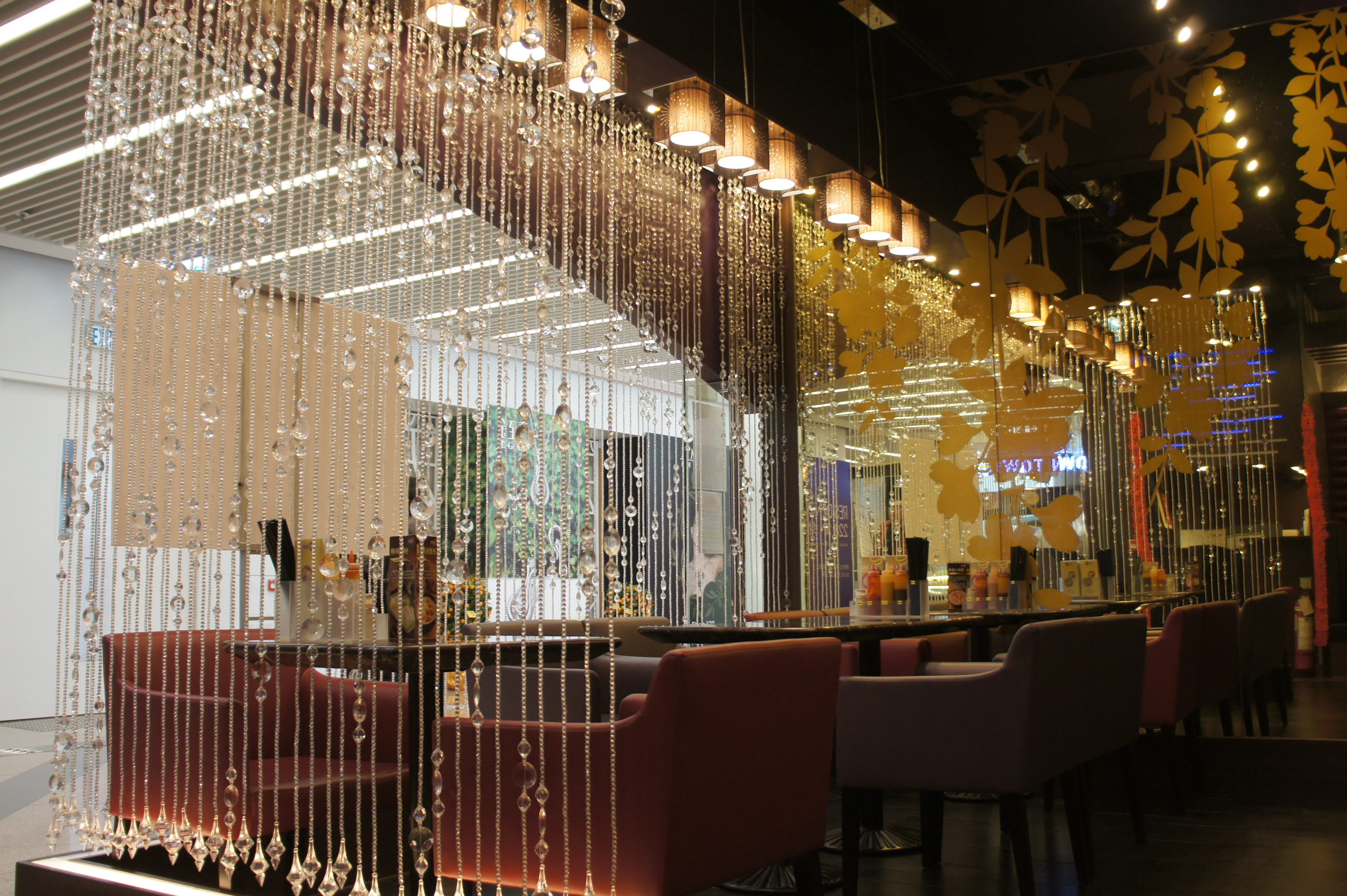
海皇粥店如心廣場概念店「海皇JPone」的室內設計。（已結業）

海皇粥店（英語：Ocean Empire Food Shop），是香港一家已結業的連鎖餐飲企業，創立於1992年，主要經營廣東粥品、腸粉及小食，號稱為香港首間連鎖粥店。公司於2006年開拓子品牌海皇JPone，為顧客提供多元化的餐飲服務，公司在高峰時間曾經在香港設有超過30間分店。但自從2024年至2025年初，8個月內有5間分店相繼結業，到2025年4月底在香港只餘下7間分店。其中灣仔莊士敦道分店因欠租遭業主入稟高等法院索償。

## 結業
2025年5月7日晚上，海皇國際有限公司向員工發出信件，指因經營環境及財務狀況惡化為由，決定海皇粥店該日起全線結業，並終止僱傭合約。
事後100名員工向勞工處求助，指大部份人遭欠薪約1個月，金額約1,500萬元，但亦有員工表示早在2024年9月已經出現拖糧情況。人手不足下，上水分店的員工更需要負責洗碗、收銀、吧位及油炸鬼等工作。到5月9日，海皇粥店創辦人蕭楚基和蔡汪浩發聯合聲明，強調已經「用盡一切方法嘗試挽救公司及公司業務」，並透露已經墊支3,000多萬元填補公司賬目，二人唯一的居住物業亦已被賤賣。2025年7月4日，海皇國際有限公司被申請清盤。

## 五常法
海皇粥店注重清潔衛生及食品安全，前線員工除使用髮網外，更需要佩戴口罩手套。於1999年引進「五常法」管理系統，成為香港第一間取得有關認可的食肆。